# Keszler József
Keszler József (Pásztó, 1846. szeptember 4. – Budapest, Terézváros, 1927. szeptember 18.) újságíró, műkritikus; korának egyik legtekintélyesebb színikritikusa volt. Reich Irma opera-énekesnő férje.

## Életútja
Keszler Ignác (1819–1902) kereskedő és Etschedi Polli fia. A gimnáziumot Gyöngyösön, majd a pesti piaristáknál, jogi tanulmányait szintén Pesten végezte, utána újságíró lett. A Pester Lloydba, a Magyarország és a Nagyvilág című hetilapba, a Nemzeti Hírlapba, a Borsszem Jankóba dolgozott. Miután másfél évig Párizsban irodalmi, történelmi és filozófiai tanulmányokat folytatott, 1876-ban Trefort Ágoston közoktatási miniszter három évre újra Párizsba küldte, hogy folytassa tanulmányait, azután itthon francia tanárokat neveljen. Párizsi tartózkodása alatt irodalmi, színházi és képzőművészeti tárcacikkeket írt több lapnak,  így a Reformnak, A Honnak, a Pester Lloydnak és a Fővárosi Lapoknak, ezek nagyobb részt Du Chaudron álnév alatt jelentek meg. Hazatérése után az Országos Tanárképző Intézethez a francia nyelv és irodalom tanárává nevezték ki. Mint újságíró előbb az Ellenőrnek, majd a Nemzetnek volt főmunkatársa 1897. decemberig, amikor az Országos Hírlap belső munkatársa lett. 1903-tól Az Ujságnak volt képzőművészeti és színházi kritikusa. Élete végén a betiltott Az Ujságból alakult Újság című napilap felelős szerkesztőjeként működött. A budapesti Nemzeti Színház drámabíráló bizottságának is tagja volt.
„Hadd jegyezzem fel még, hogy Keszler kritikái, ha így utólag olvassa őket az ember, stílus dolgában nem egészen felelnek meg azoknak a követelményeknek, amelyeket ő támasztott másoknak az írásaival szemben, de nem bizonyulnak időtállónak egyébként sem, jóslatai pedig - színdarabok sorsát, színészek jövőjét illetőleg - egyáltalán nem váltak be.” – írta róla Csathó Kálmán.

## Magánélete
Házastársa Reich Irma cseh opera-énekesnő volt, akivel 1896. február 18-án Budapesten kötött házasságot.

## Munkái
- Három beszéd a felsőházról Thiers-, Royer-Collard- és Guizottól (Ford., kiadta Trefort Ágoston, Budapest, 1883)
- Dante Galeottója. Kép a romantikus történet költészetéből (Budapest, 1890)
- Jellem a művészetben. Kép a francia széptanból (Budapest, 1890).

Szerkesztette a Harmonia zenészeti közlönyt 1883–1884-ben. Álnevei: Bolygó, Lucius Verus, Patatras.